# Gåsemandens Gård
Gåsemandens Gård (eller Gåsemandens Hus) er et fredet, firlænget husmandssted næsten uændret fra slutningen af 1800-tallet i Hemmet sydvest for Skjern tæt ved Ringkøbing Fjord i Vestjylland.
Benævnelsen "Gåsemandens Gård" skyldes, at ejendommens ejer i perioden 1952-1990, Sigfred Christensen, ernærede sig ved et betydeligt gåsehold.
Da Sigfred Christensen døde uden arvinger i 1990, meddelte Skjern-Egvad Museum skifteretten at hele ejendommen burde bevares i en museal sammenhæng.